# Liste der Gemeinden im Département Ardennes

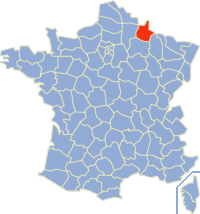
Lage des Départements Ardennes

Die Liste enthält in alphabetischer Reihenfolge die 447 Gemeinden des französischen Départements Ardennes mit ihrem INSEE-Code und ihrer Hauptpostleitzahl (Stand: 1. Januar 2025).
| Code INSEE | PLZ         | Gemeinde                        | Einwohner (Stand 1. Januar 2022) | Fläche in km² | Einwohner je km² | Kanton seit 30. März 2015 Kanton bis 29. März 2015 | Arrondissement       | Gemeindeverband              |
| ---------- | ----------- | ------------------------------- | -------------------------------- | ------------- | ---------------- | --- | -------------------- | ---------------------------- |
| 08001      | 08300       | Acy-Romance                     | 490                              | 11,13         | 44               | Rethel | Rethel               | Pays Rethélois               |
| 08003      | 08090       | Aiglemont                       | 1675                             | 8,85          | 189              | Villers-Semeuse Charleville-Centre | Charleville-Mézières | Ardenne Métropole            |
| 08004      | 08190       | Aire                            | 247                              | 6,29          | 39               | Château-Porcien Asfeld | Rethel               | Pays Rethélois               |
| 08005      | 08310       | Alincourt                       | 161                              | 8,62          | 19               | Château-Porcien Juniville | Rethel               | Pays Rethélois               |
| 08006      | 08130       | Alland’Huy-et-Sausseuil         | 272                              | 8,71          | 31               | Attigny | Vouziers             | Crêtes Préardennaises        |
| 08008      | 08300       | Amagne                          | 787                              | 9,32          | 84               | Rethel | Rethel               | Pays Rethélois               |
| 08010      | 08130       | Ambly-Fleury                    | 134                              | 5,88          | 23               | Rethel | Rethel               | Pays Rethélois               |
| 08011      | 08500       | Anchamps                        | 215                              | 2,26          | 95               | Revin | Charleville-Mézières | Ardenne, Rives de Meuse      |
| 08013      | 08450       | Angecourt                       | 386                              | 3,73          | 103              | Vouziers Raucourt-et-Flaba | Sedan                | Portes du Luxembourg         |
| 08014      | 08310       | Annelles                        | 130                              | 12,31         | 11               | Château-Porcien Juniville | Rethel               | Pays Rethélois               |
| 08015      | 08260       | Antheny                         | 100                              | 10,14         | 10               | Signy-l’Abbaye Rumigny | Charleville-Mézières | Ardennes Thiérache           |
| 08016      | 08290       | Aouste                          | 202                              | 12,83         | 16               | Signy-l’Abbaye Rumigny | Charleville-Mézières | Ardennes Thiérache           |
| 08017      | 08250       | Apremont                        | 120                              | 12,86         | 9                | Attigny Grandpré | Vouziers             | Argonne Ardennaise           |
| 08018      | 08400       | Ardeuil-et-Montfauxelles        | 79                               | 4,28          | 18               | Attigny Monthois | Vouziers             | Argonne Ardennaise           |
| 08021      | 08300       | Arnicourt                       | 150                              | 8,33          | 18               | Rethel | Rethel               | Pays Rethélois               |
| 08022      | 08090       | Arreux                          | 342                              | 4,23          | 81               | Charleville-Mézières-2 Renwez | Charleville-Mézières | Ardenne Métropole            |
| 08023      | 08390       | Artaise-le-Vivier               | 64                               | 8,47          | 8                | Vouziers Raucourt-et-Flaba | Sedan                | Portes du Luxembourg         |
| 08024      | 08190       | Asfeld                          | 1081                             | 22,19         | 49               | Château-Porcien Asfeld | Rethel               | Pays Rethélois               |
| 08025      | 08130       | Attigny                         | 1106                             | 11,46         | 97               | Attigny | Vouziers             | Crêtes Préardennaises        |
| 08026      | 08150       | Aubigny-les-Pothées             | 306                              | 10,42         | 29               | Signy-l’Abbaye Rumigny | Charleville-Mézières | Ardennes Thiérache           |
| 08027      | 08270       | Auboncourt-Vauzelles            | 96                               | 5,40          | 18               | Signy-l’Abbaye Novion-Porcien | Rethel               | Crêtes Préardennaises        |
| 08028      | 08320       | Aubrives                        | 984                              | 10,73         | 92               | Givet | Charleville-Mézières | Ardenne, Rives de Meuse      |
| 08029      | 08370       | Auflance                        | 81                               | 6,16          | 13               | Carignan | Sedan                | Portes du Luxembourg         |
| 08030      | 08380       | Auge                            | 58                               | 4,50          | 13               | Rocroi Signy-le-Petit | Charleville-Mézières | Ardennes Thiérache           |
| 08031      | 08400       | Aure                            | 38                               | 12,72         | 3                | Attigny Monthois | Vouziers             | Argonne Ardennaise           |
| 08032      | 08310       | Aussonce                        | 232                              | 19,14         | 12               | Château-Porcien Juniville | Rethel               | Pays Rethélois               |
| 08033      | 08240       | Authe                           | 93                               | 9,47          | 10               | Vouziers Le Chesne | Vouziers             | Argonne Ardennaise           |
| 08034      | 08210       | Autrecourt-et-Pourron           | 338                              | 12,04         | 28               | Carignan Mouzon | Sedan                | Portes du Luxembourg         |
| 08035      | 08240       | Autruche                        | 50                               | 8,24          | 6                | Vouziers Le Chesne | Vouziers             | Argonne Ardennaise           |
| 08036      | 08250       | Autry                           | 95                               | 16,34         | 6                | Attigny Monthois | Vouziers             | Argonne Ardennaise           |
| 08037      | 08260       | Auvillers-les-Forges            | 902                              | 8,19          | 110              | Rocroi Signy-le-Petit | Charleville-Mézières | Ardennes Thiérache           |
| 08038      | 08300       | Avançon                         | 346                              | 20,99         | 16               | Château-Porcien | Rethel               | Pays Rethélois               |
| 08039      | 08190       | Avaux                           | 511                              | 13,19         | 39               | Château-Porcien Asfeld | Rethel               | Pays Rethélois               |
| 08040      | 08000       | Les Ayvelles                    | 859                              | 5,45          | 158              | Nouvion-sur-Meuse Flize | Charleville-Mézières | Ardenne Métropole            |
| 08041      | 08430       | Baâlons                         | 208                              | 14,72         | 14               | Nouvion-sur-Meuse Omont | Charleville-Mézières | Crêtes Préardennaises        |
| 08116      | 08390       | Bairon et ses environs          | 1030                             | 44,86         | 23               | Vouziers Le Chesne | Vouziers             | Argonne Ardennaise           |
| 08043      | 08200       | Balan                           | 1596                             | 4,65          | 343              | Sedan-3 Sedan-Est | Sedan                | Ardenne Métropole            |
| 08044      | 08190       | Balham                          | 150                              | 1,77          | 85               | Château-Porcien Asfeld | Rethel               | Pays Rethélois               |
| 08045      | 08400       | Ballay                          | 245                              | 10,46         | 23               | Vouziers | Vouziers             | Argonne Ardennaise           |
| 08046      | 08220       | Banogne-Recouvrance             | 163                              | 19,01         | 9                | Château-Porcien | Rethel               | Pays Rethélois               |
| 08047      | 08430       | Barbaise                        | 106                              | 6,68          | 16               | Signy-l’Abbaye | Charleville-Mézières | Crêtes Préardennaises        |
| 08048      | 08300       | Barby                           | 388                              | 11,32         | 34               | Rethel | Rethel               | Pays Rethélois               |
| 08049      | 08240       | Bar-lès-Buzancy                 | 120                              | 9,40          | 13               | Vouziers Buzancy | Vouziers             | Argonne Ardennaise           |
| 08052      | 08240       | Bayonville                      | 68                               | 16,19         | 4                | Vouziers Buzancy | Vouziers             | Argonne Ardennaise           |
| 08053      | 08140       | Bazeilles                       | 2459                             | 37,49         | 66               | Sedan-3 Sedan-Est | Sedan                | Ardenne Métropole            |
| 08055      | 08210       | Beaumont-en-Argonne             | 422                              | 31,05         | 14               | Carignan Mouzon | Sedan                | Portes du Luxembourg         |
| 08056      | 08250       | Beffu-et-le-Morthomme           | 39                               | 5,49          | 7                | Attigny Grandpré | Vouziers             | Argonne Ardennaise           |
| 08057      | 08240       | Belleville-et-Châtillon-sur-Bar | 241                              | 21,21         | 11               | Vouziers Le Chesne | Vouziers             | Argonne Ardennaise           |
| 08058      | 08090       | Belval                          | 226                              | 4,94          | 46               | Charleville-Mézières-1 Mézières-Centre-Ouest | Charleville-Mézières | Ardenne Métropole            |
| 08059      | 08240       | Belval-Bois-des-Dames           | 27                               | 17,22         | 2                | Vouziers Buzancy | Vouziers             | Argonne Ardennaise           |
| 08060      | 08300       | Bergnicourt                     | 296                              | 8,16          | 36               | Château-Porcien Asfeld | Rethel               | Pays Rethélois               |
| 08061      | 08240       | La Berlière                     | 37                               | 10,54         | 4                | Vouziers Buzancy | Vouziers             | Argonne Ardennaise           |
| 08062      | 08300       | Bertoncourt                     | 128                              | 6,83          | 19               | Rethel | Rethel               | Pays Rethélois               |
| 08063      | 08450       | La Besace                       | 134                              | 13,97         | 10               | Vouziers Raucourt-et-Flaba | Sedan                | Portes du Luxembourg         |
| 08064      | 08300       | Biermes                         | 314                              | 7,96          | 39               | Rethel | Rethel               | Pays Rethélois               |
| 08065      | 08370       | Bièvres                         | 46                               | 7,30          | 6                | Carignan | Sedan                | Portes du Luxembourg         |
| 08066      | 08310       | Bignicourt                      | 66                               | 8,62          | 8                | Château-Porcien Juniville | Rethel               | Pays Rethélois               |
| 08067      | 08110       | Blagny                          | 1093                             | 7,42          | 147              | Carignan | Sedan                | Portes du Luxembourg         |
| 08069      | 08290       | Blanchefosse-et-Bay             | 136                              | 20,47         | 7                | Signy-l’Abbaye Rumigny | Charleville-Mézières | Ardennes Thiérache           |
| 08070      | 08190       | Blanzy-la-Salonnaise            | 397                              | 12,13         | 33               | Château-Porcien Asfeld | Rethel               | Pays Rethélois               |
| 08071      | 08260       | Blombay                         | 130                              | 9,47          | 14               | Rocroi | Charleville-Mézières | Vallées et Plateau d’Ardenne |
| 08081      | 08120       | Bogny-sur-Meuse                 | 4947                             | 23,16         | 214              | Bogny-sur-Meuse Monthermé | Charleville-Mézières | Vallées et Plateau d’Ardenne |
| 08073      | 08290       | Bossus-lès-Rumigny              | 95                               | 8,14          | 12               | Signy-l’Abbaye Rumigny | Charleville-Mézières | Ardennes Thiérache           |
| 08074      | 08250       | Bouconville                     | 57                               | 15,21         | 4                | Attigny Monthois | Vouziers             | Argonne Ardennaise           |
| 08075      | 08240       | Boult-aux-Bois                  | 151                              | 15,20         | 10               | Vouziers Le Chesne | Vouziers             | Argonne Ardennaise           |
| 08076      | 08410       | Boulzicourt                     | 971                              | 6,65          | 146              | Nouvion-sur-Meuse Flize | Charleville-Mézières | Crêtes Préardennaises        |
| 08077      | 08400       | Bourcq                          | 51                               | 9,85          | 5                | Attigny Vouziers | Vouziers             | Argonne Ardennaise           |
| 08078      | 08230       | Bourg-Fidèle                    | 829                              | 14,79         | 56               | Rocroi | Charleville-Mézières | Vallées et Plateau d’Ardenne |
| 08080      | 08430       | Bouvellemont                    | 118                              | 4,31          | 27               | Nouvion-sur-Meuse Omont | Charleville-Mézières | Crêtes Préardennaises        |
| 08082      | 08400       | Brécy-Brières                   | 76                               | 8,68          | 9                | Attigny Monthois | Vouziers             | Argonne Ardennaise           |
| 08083      | 08140       | Brévilly                        | 367                              | 7,30          | 50               | Carignan Mouzon | Sedan                | Portes du Luxembourg         |
| 08084      | 08190       | Brienne-sur-Aisne               | 276                              | 12,23         | 23               | Château-Porcien Asfeld | Rethel               | Pays Rethélois               |
| 08085      | 08240       | Brieulles-sur-Bar               | 224                              | 13,23         | 17               | Vouziers Le Chesne | Vouziers             | Argonne Ardennaise           |
| 08086      | 08240       | Briquenay                       | 89                               | 14,50         | 6                | Vouziers Buzancy | Vouziers             | Argonne Ardennaise           |
| 08087      | 08380       | Brognon                         | 130                              | 7,38          | 18               | Rocroi Signy-le-Petit | Charleville-Mézières | Ardennes Thiérache           |
| 08088      | 08450       | Bulson                          | 138                              | 6,47          | 21               | Vouziers Raucourt-et-Flaba | Sedan                | Portes du Luxembourg         |
| 08089      | 08240       | Buzancy                         | 381                              | 22,67         | 17               | Vouziers Buzancy | Vouziers             | Argonne Ardennaise           |
| 08090      | 08110       | Carignan                        | 2745                             | 14,01         | 196              | Carignan | Sedan                | Portes du Luxembourg         |
| 08092      | 08310       | Cauroy                          | 187                              | 17,46         | 11               | Attigny Machault | Vouziers             | Argonne Ardennaise           |
| 08094      | 08260       | Cernion                         | 54                               | 6,58          | 8                | Signy-l’Abbaye Rumigny | Charleville-Mézières | Ardennes Thiérache           |
| 08095      | 08430       | Chagny                          | 172                              | 13,35         | 13               | Nouvion-sur-Meuse Omont | Charleville-Mézières | Crêtes Préardennaises        |
| 08096      | 08160       | Chalandry-Elaire                | 726                              | 5,18          | 140              | Nouvion-sur-Meuse Flize | Charleville-Mézières | Ardenne Métropole            |
| 08097      | 08400       | Challerange                     | 423                              | 11,13         | 38               | Attigny Monthois | Vouziers             | Argonne Ardennaise           |
| 08098      | 08250       | Champigneulle                   | 53                               | 7,73          | 7                | Attigny Grandpré | Vouziers             | Argonne Ardennaise           |
| 08099      | 08430       | Champigneul-sur-Vence           | 121                              | 4,61          | 26               | Nouvion-sur-Meuse Flize | Charleville-Mézières | Crêtes Préardennaises        |
| 08100      | 08260       | Champlin                        | 74                               | 5,90          | 13               | Signy-l’Abbaye Rumigny | Charleville-Mézières | Ardennes Thiérache           |
| 08101      | 08200       | La Chapelle                     | 163                              | 7,52          | 22               | Sedan-2 Sedan-Nord | Sedan                | Ardenne Métropole            |
| 08102      | 08220       | Chappes                         | 82                               | 9,59          | 9                | Signy-l’Abbaye Chaumont-Porcien | Rethel               | Crêtes Préardennaises        |
| 08103      | 08130       | Charbogne                       | 219                              | 9,06          | 24               | Attigny | Vouziers             | Crêtes Préardennaises        |
| 08104      | 08400       | Chardeny                        | 57                               | 5,02          | 11               | Attigny Machault | Vouziers             | Argonne Ardennaise           |
| 08105      | 08000       | Charleville-Mézières            | 45.634                           | 31,44         | 1451             | Charleville-Mézières-1 Charleville-Mézières-2 Charleville-Mézières-3 Charleville-Mézières-4 Charleville-Centre Charleville-La Houillère Mézières-Centre-Ouest Mézières-Est | Charleville-Mézières | Ardenne Métropole            |
| 08106      | 08600       | Charnois                        | 72                               | 5,61          | 13               | Givet | Charleville-Mézières | Ardenne, Rives de Meuse      |
| 08107      | 08360       | Château-Porcien                 | 1297                             | 17,31         | 75               | Château-Porcien | Rethel               | Pays Rethélois               |
| 08109      | 08250       | Chatel-Chéhéry                  | 129                              | 16,08         | 8                | Attigny Grandpré | Vouziers             | Argonne Ardennaise           |
| 08111      | 08300       | Le Châtelet-sur-Retourne        | 775                              | 9,94          | 78               | Château-Porcien Juniville | Rethel               | Pays Rethélois               |
| 08110      | 08150       | Le Châtelet-sur-Sormonne        | 172                              | 9,85          | 17               | Rocroi | Charleville-Mézières | Vallées et Plateau d’Ardenne |
| 08113      | 08220       | Chaumont-Porcien                | 486                              | 35,97         | 14               | Signy-l’Abbaye Chaumont-Porcien | Rethel               | Crêtes Préardennaises        |
| 08115      | 08350 08450 | Chémery-Chéhéry                 | 521                              | 27,79         | 19               | Vouziers Raucourt-et-Flaba | Sedan                | Portes du Luxembourg         |
| 08117      | 08270       | Chesnois-Auboncourt             | 162                              | 4,71          | 34               | Signy-l’Abbaye Novion-Porcien | Rethel               | Crêtes Préardennaises        |
| 08119      | 08350       | Cheveuges                       | 470                              | 8,90          | 53               | Sedan-1 Sedan-Ouest | Sedan                | Ardenne Métropole            |
| 08120      | 08250       | Chevières                       | 46                               | 6,17          | 7                | Attigny Grandpré | Vouziers             | Argonne Ardennaise           |
| 08121      | 08260       | Chilly                          | 133                              | 5,89          | 23               | Rocroi | Charleville-Mézières | Ardennes Thiérache           |
| 08122      | 08600       | Chooz                           | 792                              | 13,08         | 61               | Givet | Charleville-Mézières | Ardenne, Rives de Meuse      |
| 08123      | 08130       | Chuffilly-Roche                 | 65                               | 7,67          | 8                | Attigny | Vouziers             | Crêtes Préardennaises        |
| 08124      | 08460       | Clavy-Warby                     | 342                              | 11,78         | 29               | Signy-l’Abbaye | Charleville-Mézières | Crêtes Préardennaises        |
| 08125      | 08090       | Cliron                          | 412                              | 6,18          | 67               | Charleville-Mézières-1 Renwez | Charleville-Mézières | Ardenne Métropole            |
| 08128      | 08250       | Condé-lès-Autry                 | 64                               | 7,97          | 8                | Attigny Monthois | Vouziers             | Argonne Ardennaise           |
| 08126      | 08360       | Condé-lès-Herpy                 | 219                              | 11,55         | 19               | Château-Porcien | Rethel               | Pays Rethélois               |
| 08130      | 08400       | Contreuve                       | 85                               | 11,02         | 8                | Attigny Vouziers | Vouziers             | Argonne Ardennaise           |
| 08131      | 08250       | Cornay                          | 67                               | 10,94         | 6                | Attigny Grandpré | Vouziers             | Argonne Ardennaise           |
| 08132      | 08270       | Corny-Machéroménil              | 193                              | 10,54         | 18               | Rethel Novion-Porcien | Rethel               | Pays Rethélois               |
| 08133      | 08300       | Coucy                           | 530                              | 6,39          | 83               | Rethel | Rethel               | Pays Rethélois               |
| 08134      | 08130       | Coulommes-et-Marqueny           | 75                               | 11,99         | 6                | Attigny | Vouziers             | Crêtes Préardennaises        |
| 08135      | 08400       | La Croix-aux-Bois               | 160                              | 5,77          | 28               | Vouziers | Vouziers             | Argonne Ardennaise           |
| 08136      | 08140       | Daigny                          | 358                              | 2,85          | 126              | Sedan-3 Sedan-Est | Sedan                | Ardenne Métropole            |
| 08137      | 08090       | Damouzy                         | 428                              | 8,78          | 49               | Charleville-Mézières-2 Charleville-La Houillère | Charleville-Mézières | Ardenne Métropole            |
| 08138      | 08110       | Les Deux-Villes                 | 249                              | 8,14          | 31               | Carignan | Sedan                | Portes du Luxembourg         |
| 08139      | 08800       | Deville                         | 1044                             | 7,83          | 133              | Bogny-sur-Meuse Monthermé | Charleville-Mézières | Vallées et Plateau d’Ardenne |
| 08140      | 08160       | Dom-le-Mesnil                   | 1053                             | 7,99          | 132              | Nouvion-sur-Meuse Flize | Charleville-Mézières | Ardenne Métropole            |
| 08141      | 08460       | Dommery                         | 187                              | 10,66         | 18               | Signy-l’Abbaye | Charleville-Mézières | Crêtes Préardennaises        |
| 08142      | 08350       | Donchery                        | 1989                             | 27,36         | 73               | Sedan-1 Sedan-Ouest | Sedan                | Ardenne Métropole            |
| 08143      | 08220       | Doumely-Bégny                   | 78                               | 7,80          | 10               | Signy-l’Abbaye Chaumont-Porcien | Rethel               | Crêtes Préardennaises        |
| 08144      | 08300       | Doux                            | 102                              | 6,52          | 16               | Rethel | Rethel               | Pays Rethélois               |
| 08145      | 08140       | Douzy                           | 2149                             | 20,20         | 106              | Carignan Mouzon | Sedan                | Portes du Luxembourg         |
| 08146      | 08220       | Draize                          | 90                               | 6,79          | 13               | Signy-l’Abbaye Chaumont-Porcien | Rethel               | Crêtes Préardennaises        |
| 08147      | 08310       | Dricourt                        | 71                               | 7,12          | 10               | Attigny Machault | Vouziers             | Argonne Ardennaise           |
| 08148      | 08300       | L’Écaille                       | 260                              | 9,15          | 28               | Château-Porcien Asfeld | Rethel               | Pays Rethélois               |
| 08149      | 08150       | L’Échelle                       | 133                              | 9,96          | 13               | Signy-l’Abbaye Rumigny | Charleville-Mézières | Ardennes Thiérache           |
| 08150      | 08300       | Écly                            | 169                              | 9,36          | 18               | Château-Porcien | Rethel               | Pays Rethélois               |
| 08151      | 08130       | Écordal                         | 290                              | 12,89         | 22               | Attigny Tourteron | Vouziers             | Crêtes Préardennaises        |
| 08153      | 08110       | Escombres-et-le-Chesnois        | 343                              | 8,29          | 41               | Carignan Sedan-Est | Sedan                | Portes du Luxembourg         |
| 08154      | 08260       | Estrebay                        | 86                               | 9,37          | 9                | Signy-l’Abbaye Rumigny | Charleville-Mézières | Ardennes Thiérache           |
| 08155      | 08260       | Étalle                          | 96                               | 4,44          | 22               | Rocroi | Charleville-Mézières | Ardennes Thiérache           |
| 08156      | 08260       | Éteignières                     | 469                              | 11,79         | 40               | Rocroi Signy-le-Petit | Charleville-Mézières | Ardennes Thiérache           |
| 08158      | 08160       | Étrépigny                       | 272                              | 4,23          | 64               | Nouvion-sur-Meuse Flize | Charleville-Mézières | Ardenne Métropole            |
| 08159      | 08210       | Euilly-et-Lombut                | 109                              | 10,11         | 11               | Carignan Mouzon | Sedan                | Portes du Luxembourg         |
| 08160      | 08090       | Évigny                          | 188                              | 4,33          | 43               | Nouvion-sur-Meuse Mézières-Centre-Ouest | Charleville-Mézières | Crêtes Préardennaises        |
| 08161      | 08250       | Exermont                        | 33                               | 18,29         | 2                | Attigny Grandpré | Vouziers             | Argonne Ardennaise           |
| 08162      | 08090       | Fagnon                          | 341                              | 9,98          | 34               | Charleville-Mézières-1 Mézières-Centre-Ouest | Charleville-Mézières | Ardenne Métropole            |
| 08163      | 08270       | Faissault                       | 257                              | 6,07          | 42               | Signy-l’Abbaye Novion-Porcien | Rethel               | Crêtes Préardennaises        |
| 08164      | 08400       | Falaise                         | 342                              | 9,52          | 36               | Attigny Vouziers | Vouziers             | Argonne Ardennaise           |
| 08165      | 08270       | Faux                            | 63                               | 3,28          | 19               | Signy-l’Abbaye Novion-Porcien | Rethel               | Crêtes Préardennaises        |
| 08166      | 08170       | Fépin                           | 236                              | 5,79          | 41               | Revin Fumay | Charleville-Mézières | Ardenne, Rives de Meuse      |
| 08167      | 08290       | La Férée                        | 70                               | 11,01         | 6                | Signy-l’Abbaye Rumigny | Charleville-Mézières | Ardennes Thiérache           |
| 08168      | 08370       | La Ferté-sur-Chiers             | 176                              | 6,41          | 27               | Carignan | Sedan                | Portes du Luxembourg         |
| 08169      | 08260       | Flaignes-Havys                  | 92                               | 13,70         | 7                | Signy-l’Abbaye Rumigny | Charleville-Mézières | Ardennes Thiérache           |
| 08170      | 08200       | Fleigneux                       | 223                              | 13,65         | 16               | Sedan-2 Sedan-Nord | Sedan                | Ardenne Métropole            |
| 08171      | 08250       | Fléville                        | 93                               | 7,89          | 12               | Attigny Grandpré | Vouziers             | Argonne Ardennaise           |
| 08172      | 08380       | Fligny                          | 155                              | 6,85          | 23               | Rocroi Signy-le-Petit | Charleville-Mézières | Ardennes Thiérache           |
| 08173      | 08160       | Flize                           | 1682                             | 25,97         | 65               | Nouvion-sur-Meuse | Charleville-Mézières | Ardenne Métropole            |
| 08174      | 08200       | Floing                          | 2277                             | 7,43          | 306              | Sedan-2 Sedan-Nord | Sedan                | Ardenne Métropole            |
| 08175      | 08600       | Foisches                        | 254                              | 4,65          | 55               | Givet | Charleville-Mézières | Ardenne, Rives de Meuse      |
| 08176      | 08240       | Fossé                           | 61                               | 8,94          | 7                | Vouziers Buzancy | Vouziers             | Argonne Ardennaise           |
| 08178      | 08220       | Fraillicourt                    | 171                              | 14,39         | 12               | Signy-l’Abbaye Chaumont-Porcien | Rethel               | Crêtes Préardennaises        |
| 08179      | 08140       | Francheval                      | 590                              | 19,60         | 30               | Sedan-3 Sedan-Est | Sedan                | Ardenne Métropole            |
| 08180      | 08000       | La Francheville                 | 1647                             | 6,79          | 243              | Charleville-Mézières-4 Mézières-Est | Charleville-Mézières | Ardenne Métropole            |
| 08182      | 08290       | Le Fréty                        | 61                               | 7,09          | 9                | Signy-l’Abbaye Rumigny | Charleville-Mézières | Ardennes Thiérache           |
| 08183      | 08600       | Fromelennes                     | 1038                             | 7,17          | 145              | Givet | Charleville-Mézières | Ardenne, Rives de Meuse      |
| 08184      | 08370       | Fromy                           | 85                               | 3,71          | 23               | Carignan | Sedan                | Portes du Luxembourg         |
| 08185      | 08170       | Fumay                           | 3118                             | 37,56         | 83               | Revin Fumay | Charleville-Mézières | Ardenne, Rives de Meuse      |
| 08186      | 08240       | Germont                         | 51                               | 4,77          | 11               | Vouziers Le Chesne | Vouziers             | Argonne Ardennaise           |
| 08187      | 08440       | Gernelle                        | 315                              | 4,83          | 65               | Villers-Semeuse | Charleville-Mézières | Ardenne Métropole            |
| 08188      | 08700       | Gespunsart                      | 969                              | 21,02         | 46               | Villers-Semeuse Nouzonville | Charleville-Mézières | Ardenne Métropole            |
| 08189      | 08260       | Girondelle                      | 157                              | 11,53         | 14               | Signy-l’Abbaye Rumigny | Charleville-Mézières | Ardennes Thiérache           |
| 08190      | 08600       | Givet                           | 6356                             | 18,41         | 345              | Givet | Charleville-Mézières | Ardenne, Rives de Meuse      |
| 08191      | 08200       | Givonne                         | 1055                             | 14,04         | 75               | Sedan-2 Sedan-Nord | Sedan                | Ardenne Métropole            |
| 08192      | 08220       | Givron                          | 94                               | 7,15          | 13               | Signy-l’Abbaye Chaumont-Porcien | Rethel               | Crêtes Préardennaises        |
| 08193      | 08130       | Givry                           | 266                              | 11,93         | 22               | Attigny | Vouziers             | Crêtes Préardennaises        |
| 08194      | 08200       | Glaire                          | 824                              | 6,46          | 128              | Sedan-2 Sedan-Nord | Sedan                | Ardenne Métropole            |
| 08195      | 08190       | Gomont                          | 320                              | 7,23          | 44               | Château-Porcien Asfeld | Rethel               | Pays Rethélois               |
| 08196      | 08270       | Grandchamp                      | 89                               | 7,28          | 12               | Signy-l’Abbaye Novion-Porcien | Rethel               | Crêtes Préardennaises        |
| 08019      | 08390       | Les Grandes-Armoises            | 54                               | 4,47          | 12               | Vouziers Le Chesne | Vouziers             | Argonne Ardennaise           |
| 08197      | 08250       | Grandham                        | 36                               | 5,91          | 6                | Attigny Grandpré | Vouziers             | Argonne Ardennaise           |
| 08198      | 08250       | Grandpré                        | 506                              | 42,54         | 12               | Attigny Grandpré | Vouziers             | Argonne Ardennaise           |
| 08199      | 08700       | La Grandville                   | 765                              | 10,02         | 76               | Villers-Semeuse | Charleville-Mézières | Ardenne Métropole            |
| 08200      | 08400       | Grivy-Loisy                     | 183                              | 11,56         | 16               | Attigny Vouziers | Vouziers             | Argonne Ardennaise           |
| 08201      | 08430       | Gruyères                        | 104                              | 5,48          | 19               | Signy-l’Abbaye | Charleville-Mézières | Crêtes Préardennaises        |
| 08202      | 08230       | Gué-d’Hossus                    | 504                              | 5,23          | 96               | Rocroi | Charleville-Mézières | Vallées et Plateau d’Ardenne |
| 08203      | 08430       | Guignicourt-sur-Vence           | 265                              | 9,44          | 28               | Nouvion-sur-Meuse Flize | Charleville-Mézières | Crêtes Préardennaises        |
| 08204      | 08130       | Guincourt                       | 74                               | 5,31          | 14               | Attigny Tourteron | Vouziers             | Crêtes Préardennaises        |
| 08205      | 08430       | Hagnicourt                      | 68                               | 5,75          | 12               | Signy-l’Abbaye Novion-Porcien | Rethel               | Crêtes Préardennaises        |
| 08206      | 08090       | Ham-les-Moines                  | 360                              | 3,12          | 115              | Rocroi Renwez | Charleville-Mézières | Vallées et Plateau d’Ardenne |
| 08207      | 08600       | Ham-sur-Meuse                   | 226                              | 6,19          | 37               | Givet | Charleville-Mézières | Ardenne, Rives de Meuse      |
| 08208      | 08290       | Hannappes                       | 134                              | 8,45          | 16               | Signy-l’Abbaye Rumigny | Charleville-Mézières | Ardennes Thiérache           |
| 08209      | 08160       | Hannogne-Saint-Martin           | 439                              | 4,71          | 93               | Nouvion-sur-Meuse Flize | Charleville-Mézières | Ardenne Métropole            |
| 08210      | 08220       | Hannogne-Saint-Rémy             | 111                              | 18,09         | 6                | Château-Porcien | Rethel               | Pays Rethélois               |
| 08211      | 08450       | Haraucourt                      | 706                              | 11,53         | 61               | Vouziers Raucourt-et-Flaba | Sedan                | Portes du Luxembourg         |
| 08212      | 08150       | Harcy                           | 503                              | 19,15         | 26               | Rocroi Renwez | Charleville-Mézières | Vallées et Plateau d’Ardenne |
| 08214      | 08170       | Hargnies                        | 453                              | 42,24         | 11               | Revin Fumay | Charleville-Mézières | Ardenne, Rives de Meuse      |
| 08215      | 08240       | Harricourt                      | 45                               | 7,87          | 6                | Vouziers Buzancy | Vouziers             | Argonne Ardennaise           |
| 08216      | 08090       | Haudrecy                        | 328                              | 3,36          | 98               | Charleville-Mézières-1 Renwez | Charleville-Mézières | Ardenne Métropole            |
| 08217      | 08800       | Haulmé                          | 87                               | 3,63          | 24               | Bogny-sur-Meuse Monthermé | Charleville-Mézières | Vallées et Plateau d’Ardenne |
| 08218      | 08800       | Les Hautes-Rivières             | 1253                             | 31,34         | 40               | Bogny-sur-Meuse Monthermé | Charleville-Mézières | Vallées et Plateau d’Ardenne |
| 08219      | 08300       | Hauteville                      | 123                              | 5,61          | 22               | Château-Porcien | Rethel               | Pays Rethélois               |
| 08220      | 08310       | Hauviné                         | 320                              | 14,55         | 22               | Attigny Machault | Vouziers             | Argonne Ardennaise           |
| 08222      | 08170       | Haybes                          | 1806                             | 28,05         | 64               | Revin Fumay | Charleville-Mézières | Ardenne, Rives de Meuse      |
| 08223      | 08370       | Herbeuval                       | 124                              | 7,40          | 17               | Carignan | Sedan                | Portes du Luxembourg         |
| 08225      | 08360       | Herpy-l’Arlésienne              | 213                              | 10,64         | 20               | Château-Porcien | Rethel               | Pays Rethélois               |
| 08226      | 08320       | Hierges                         | 164                              | 4,05          | 40               | Givet | Charleville-Mézières | Ardenne, Rives de Meuse      |
| 08228      | 08430       | La Horgne                       | 152                              | 5,27          | 29               | Nouvion-sur-Meuse Omont | Charleville-Mézières | Crêtes Préardennaises        |
| 08229      | 08190       | Houdilcourt                     | 143                              | 11,30         | 13               | Château-Porcien Asfeld | Rethel               | Pays Rethélois               |
| 08230      | 08090       | Houldizy                        | 404                              | 4,62          | 87               | Charleville-Mézières-2 Charleville-La Houillère | Charleville-Mézières | Ardenne Métropole            |
| 08232      | 08200       | Illy                            | 416                              | 15,60         | 27               | Sedan-2 Sedan-Nord | Sedan                | Ardenne Métropole            |
| 08233      | 08240       | Imécourt                        | 43                               | 8,42          | 5                | Vouziers Buzancy | Vouziers             | Argonne Ardennaise           |
| 08234      | 08300       | Inaumont                        | 136                              | 4,75          | 29               | Château-Porcien | Rethel               | Pays Rethélois               |
| 08235      | 08440       | Issancourt-et-Rumel             | 399                              | 5,47          | 73               | Villers-Semeuse | Charleville-Mézières | Ardenne Métropole            |
| 08236      | 08430       | Jandun                          | 304                              | 12,78         | 24               | Signy-l’Abbaye | Charleville-Mézières | Crêtes Préardennaises        |
| 08237      | 08700       | Joigny-sur-Meuse                | 631                              | 3,86          | 163              | Bogny-sur-Meuse Nouzonville | Charleville-Mézières | Vallées et Plateau d’Ardenne |
| 08238      | 08130       | Jonval                          | 89                               | 2,53          | 35               | Attigny Tourteron | Vouziers             | Crêtes Préardennaises        |
| 08239      | 08310       | Juniville                       | 1232                             | 26,20         | 47               | Château-Porcien Juniville | Rethel               | Pays Rethélois               |
| 08240      | 08270       | Justine-Herbigny                | 164                              | 11,77         | 14               | Signy-l’Abbaye Novion-Porcien | Rethel               | Crêtes Préardennaises        |
| 08242      | 08800       | Laifour                         | 410                              | 3,25          | 126              | Bogny-sur-Meuse Monthermé | Charleville-Mézières | Vallées et Plateau d’Ardenne |
| 08243      | 08460       | Lalobbe                         | 165                              | 9,96          | 17               | Signy-l’Abbaye | Charleville-Mézières | Crêtes Préardennaises        |
| 08244      | 08130       | Lametz                          | 76                               | 9,46          | 8                | Attigny Tourteron | Vouziers             | Crêtes Préardennaises        |
| 08245      | 08250       | Lançon                          | 31                               | 8,24          | 4                | Attigny Grandpré | Vouziers             | Argonne Ardennaise           |
| 08246      | 08240       | Landres-et-Saint-Georges        | 68                               | 20,43         | 3                | Vouziers Buzancy | Vouziers             | Argonne Ardennaise           |
| 08247      | 08600       | Landrichamps                    | 129                              | 4,72          | 27               | Givet | Charleville-Mézières | Ardenne, Rives de Meuse      |
| 08248      | 08430       | Launois-sur-Vence               | 686                              | 13,37         | 51               | Signy-l’Abbaye | Charleville-Mézières | Crêtes Préardennaises        |
| 08249      | 08150       | Laval-Morency                   | 233                              | 4,28          | 54               | Rocroi | Charleville-Mézières | Vallées et Plateau d’Ardenne |
| 08250      | 08310       | Leffincourt                     | 189                              | 18,02         | 10               | Attigny Machault | Vouziers             | Argonne Ardennaise           |
| 08251      | 08150       | Lépron-les-Vallées              | 65                               | 6,42          | 10               | Signy-l’Abbaye Rumigny | Charleville-Mézières | Ardennes Thiérache           |
| 08252      | 08210       | Létanne                         | 110                              | 7,50          | 15               | Carignan Mouzon | Sedan                | Portes du Luxembourg         |
| 08254      | 08290       | Liart                           | 596                              | 13,44         | 44               | Signy-l’Abbaye Rumigny | Charleville-Mézières | Ardennes Thiérache           |
| 08255      | 08110       | Linay                           | 219                              | 7,28          | 30               | Carignan | Sedan                | Portes du Luxembourg         |
| 08256      | 08400       | Liry                            | 89                               | 12,69         | 7                | Attigny Monthois | Vouziers             | Argonne Ardennaise           |
| 08257      | 08150       | Logny-Bogny                     | 153                              | 10,66         | 14               | Signy-l’Abbaye Rumigny | Charleville-Mézières | Ardennes Thiérache           |
| 08259      | 08400       | Longwé                          | 66                               | 10,78         | 6                | Attigny Vouziers | Vouziers             | Argonne Ardennaise           |
| 08260      | 08150       | Lonny                           | 618                              | 4,69          | 132              | Rocroi Renwez | Charleville-Mézières | Vallées et Plateau d’Ardenne |
| 08262      | 08300       | Lucquy                          | 579                              | 5,07          | 114              | Signy-l’Abbaye Novion-Porcien | Rethel               | Crêtes Préardennaises        |
| 08263      | 08440       | Lumes                           | 1103                             | 6,14          | 180              | Villers-Semeuse | Charleville-Mézières | Ardenne Métropole            |
| 08264      | 08310       | Machault                        | 492                              | 16,58         | 30               | Attigny Machault | Vouziers             | Argonne Ardennaise           |
| 08268      | 08450       | Maisoncelle-et-Villers          | 69                               | 11,08         | 6                | Vouziers Raucourt-et-Flaba | Sedan                | Portes du Luxembourg         |
| 08269      | 08370       | Malandry                        | 79                               | 6,87          | 11               | Carignan | Sedan                | Portes du Luxembourg         |
| 08271      | 08400       | Manre                           | 105                              | 18,50         | 6                | Attigny Monthois | Vouziers             | Argonne Ardennaise           |
| 08272      | 08460       | Maranwez                        | 54                               | 3,03          | 18               | Signy-l’Abbaye | Charleville-Mézières | Crêtes Préardennaises        |
| 08273      | 08260       | Marby                           | 79                               | 7,35          | 11               | Signy-l’Abbaye Rumigny | Charleville-Mézières | Ardennes Thiérache           |
| 08274      | 08250       | Marcq                           | 89                               | 10,61         | 8                | Attigny Grandpré | Vouziers             | Argonne Ardennaise           |
| 08275      | 08370       | Margny                          | 210                              | 6,68          | 31               | Carignan | Sedan                | Portes du Luxembourg         |
| 08276      | 08370       | Margut                          | 711                              | 7,53          | 94               | Carignan | Sedan                | Portes du Luxembourg         |
| 08277      | 08290       | Marlemont                       | 125                              | 10,06         | 12               | Signy-l’Abbaye Rumigny | Charleville-Mézières | Ardennes Thiérache           |
| 08278      | 08390       | Marquigny                       | 74                               | 6,65          | 11               | Attigny Tourteron | Vouziers             | Crêtes Préardennaises        |
| 08279      | 08400       | Mars-sous-Bourcq                | 62                               | 4,73          | 13               | Attigny Vouziers | Vouziers             | Argonne Ardennaise           |
| 08280      | 08400       | Marvaux-Vieux                   | 70                               | 11,61         | 6                | Attigny Monthois | Vouziers             | Argonne Ardennaise           |
| 08281      | 08110       | Matton-et-Clémency              | 439                              | 18,32         | 24               | Carignan | Sedan                | Portes du Luxembourg         |
| 08282      | 08260       | Maubert-Fontaine                | 1025                             | 10,33         | 99               | Rocroi | Charleville-Mézières | Ardennes Thiérache           |
| 08283      | 08430       | Mazerny                         | 128                              | 12,30         | 10               | Nouvion-sur-Meuse Omont | Charleville-Mézières | Crêtes Préardennaises        |
| 08284      | 08500       | Les Mazures                     | 856                              | 36,14         | 24               | Bogny-sur-Meuse Renwez | Charleville-Mézières | Vallées et Plateau d’Ardenne |
| 08286      | 08310       | Ménil-Annelles                  | 102                              | 9,15          | 11               | Château-Porcien Juniville | Rethel               | Pays Rethélois               |
| 08287      | 08310       | Ménil-Lépinois                  | 144                              | 18,01         | 8                | Château-Porcien Juniville | Rethel               | Pays Rethélois               |
| 08288      | 08270       | Mesmont                         | 91                               | 11,32         | 8                | Signy-l’Abbaye Novion-Porcien | Rethel               | Crêtes Préardennaises        |
| 08289      | 08110       | Messincourt                     | 588                              | 8,15          | 72               | Carignan | Sedan                | Portes du Luxembourg         |
| 08291      | 08110       | Mogues                          | 231                              | 8,26          | 28               | Carignan | Sedan                | Portes du Luxembourg         |
| 08293      | 08370       | Moiry                           | 136                              | 3,91          | 35               | Carignan | Sedan                | Portes du Luxembourg         |
| 08295      | 08430       | Mondigny                        | 193                              | 5,90          | 33               | Nouvion-sur-Meuse Flize | Charleville-Mézières | Crêtes Préardennaises        |
| 08296      | 08250       | Montcheutin                     | 111                              | 9,64          | 12               | Attigny Monthois | Vouziers             | Argonne Ardennaise           |
| 08297      | 08090       | Montcornet                      | 299                              | 11,51         | 26               | Bogny-sur-Meuse Renwez | Charleville-Mézières | Vallées et Plateau d’Ardenne |
| 08298      | 08090       | Montcy-Notre-Dame               | 1560                             | 6,13          | 254              | Charleville-Mézières-3 Charleville-Centre | Charleville-Mézières | Ardenne Métropole            |
| 08301      | 08390       | Montgon                         | 71                               | 8,20          | 9                | Vouziers Le Chesne | Vouziers             | Argonne Ardennaise           |
| 08302      | 08800       | Monthermé                       | 2155                             | 32,33         | 67               | Bogny-sur-Meuse Monthermé | Charleville-Mézières | Vallées et Plateau d’Ardenne |
| 08303      | 08400       | Monthois                        | 396                              | 11,98         | 33               | Attigny Monthois | Vouziers             | Argonne Ardennaise           |
| 08304      | 08170       | Montigny-sur-Meuse              | 77                               | 8,10          | 10               | Revin Fumay | Charleville-Mézières | Ardenne, Rives de Meuse      |
| 08305      | 08430       | Montigny-sur-Vence              | 220                              | 8,24          | 27               | Nouvion-sur-Meuse Omont | Charleville-Mézières | Crêtes Préardennaises        |
| 08306      | 08130       | Mont-Laurent                    | 51                               | 6,83          | 7                | Rethel | Rethel               | Pays Rethélois               |
| 08307      | 08220       | Montmeillant                    | 84                               | 7,02          | 12               | Signy-l’Abbaye Chaumont-Porcien | Rethel               | Crêtes Préardennaises        |
| 08308      | 08400       | Mont-Saint-Martin               | 88                               | 13,95         | 6                | Attigny Monthois | Vouziers             | Argonne Ardennaise           |
| 08309      | 08310       | Mont-Saint-Remy                 | 53                               | 7,55          | 7                | Attigny Machault | Vouziers             | Argonne Ardennaise           |
| 08310      | 08250       | Mouron                          | 74                               | 6,40          | 12               | Attigny Grandpré | Vouziers             | Argonne Ardennaise           |
| 08311      | 08210       | Mouzon                          | 2236                             | 41,83         | 53               | Carignan Mouzon | Sedan                | Portes du Luxembourg         |
| 08312      | 08150       | Murtin-et-Bogny                 | 175                              | 7,11          | 25               | Rocroi Renwez | Charleville-Mézières | Vallées et Plateau d’Ardenne |
| 08313      | 08300       | Nanteuil-sur-Aisne              | 149                              | 7,92          | 19               | Rethel | Rethel               | Pays Rethélois               |
| 08314      | 08300       | Neuflize                        | 850                              | 13,78         | 62               | Château-Porcien Juniville | Rethel               | Pays Rethélois               |
| 08315      | 08460       | Neufmaison                      | 68                               | 7,06          | 10               | Signy-l’Abbaye | Charleville-Mézières | Crêtes Préardennaises        |
| 08316      | 08700       | Neufmanil                       | 988                              | 10,12         | 98               | Villers-Semeuse Nouzonville | Charleville-Mézières | Ardenne Métropole            |
| 08317      | 08450       | La Neuville-à-Maire             | 111                              | 7,26          | 15               | Vouziers Raucourt-et-Flaba | Sedan                | Portes du Luxembourg         |
| 08318      | 08380       | La Neuville-aux-Joûtes          | 351                              | 13,17         | 27               | Rocroi Signy-le-Petit | Charleville-Mézières | Ardennes Thiérache           |
| 08321      | 08130       | Neuville-Day                    | 170                              | 7,68          | 22               | Attigny Tourteron | Vouziers             | Crêtes Préardennaises        |
| 08320      | 08310       | La Neuville-en-Tourne-à-Fuy     | 531                              | 27,34         | 19               | Château-Porcien Juniville | Rethel               | Pays Rethélois               |
| 08322      | 08090       | Neuville-lès-This               | 329                              | 7,74          | 43               | Rocroi Mézières-Centre-Ouest | Charleville-Mézières | Vallées et Plateau d’Ardenne |
| 08323      | 08270       | La Neuville-lès-Wasigny         | 162                              | 5,21          | 31               | Signy-l’Abbaye Novion-Porcien | Rethel               | Crêtes Préardennaises        |
| 08319      | 08380       | Neuville-lez-Beaulieu           | 327                              | 35,92         | 9                | Rocroi Signy-le-Petit | Charleville-Mézières | Ardennes Thiérache           |
| 08324      | 08430       | Neuvizy                         | 119                              | 8,62          | 14               | Signy-l’Abbaye Novion-Porcien | Rethel               | Crêtes Préardennaises        |
| 08325      | 08400       | Noirval                         | 24                               | 5,00          | 5                | Vouziers Le Chesne | Vouziers             | Argonne Ardennaise           |
| 08326      | 08240       | Nouart                          | 110                              | 17,73         | 6                | Vouziers Buzancy | Vouziers             | Argonne Ardennaise           |
| 08327      | 08160       | Nouvion-sur-Meuse               | 2235                             | 9,06          | 247              | Nouvion-sur-Meuse Flize | Charleville-Mézières | Ardenne Métropole            |
| 08328      | 08700       | Nouzonville                     | 5548                             | 10,92         | 508              | Charleville-Mézières-2 Nouzonville | Charleville-Mézières | Ardenne Métropole            |
| 08329      | 08270       | Novion-Porcien                  | 519                              | 17,21         | 30               | Signy-l’Abbaye Novion-Porcien | Rethel               | Crêtes Préardennaises        |
| 08330      | 08300       | Novy-Chevrières                 | 744                              | 17,20         | 43               | Rethel | Rethel               | Pays Rethélois               |
| 08331      | 08350       | Noyers-Pont-Maugis              | 670                              | 9,32          | 72               | Sedan-1 Sedan-Ouest | Sedan                | Ardenne Métropole            |
| 08332      | 08240       | Oches                           | 34                               | 6,76          | 5                | Vouziers Buzancy | Vouziers             | Argonne Ardennaise           |
| 08333      | 08250       | Olizy-Primat                    | 224                              | 21,35         | 10               | Attigny Grandpré | Vouziers             | Argonne Ardennaise           |
| 08334      | 08450       | Omicourt                        | 43                               | 7,36          | 6                | Nouvion-sur-Meuse Flize | Charleville-Mézières | Crêtes Préardennaises        |
| 08335      | 08430       | Omont                           | 72                               | 17,96         | 4                | Nouvion-sur-Meuse Omont | Charleville-Mézières | Crêtes Préardennaises        |
| 08336      | 08110       | Osnes                           | 229                              | 5,89          | 39               | Carignan | Sedan                | Portes du Luxembourg         |
| 08338      | 08310       | Pauvres                         | 198                              | 12,64         | 16               | Attigny Machault | Vouziers             | Argonne Ardennaise           |
| 08339      | 08300       | Perthes                         | 303                              | 23,41         | 13               | Château-Porcien Juniville | Rethel               | Pays Rethélois               |
| 08020      | 08390       | Les Petites-Armoises            | 59                               | 4,37          | 14               | Vouziers Le Chesne | Vouziers             | Argonne Ardennaise           |
| 08340      | 08190       | Poilcourt-Sydney                | 169                              | 7,88          | 21               | Château-Porcien Asfeld | Rethel               | Pays Rethélois               |
| 08341      | 08430       | Poix-Terron                     | 892                              | 14,26         | 63               | Nouvion-sur-Meuse Omont | Charleville-Mézières | Crêtes Préardennaises        |
| 08342      | 08140       | Pouru-aux-Bois                  | 234                              | 9,02          | 26               | Sedan-3 Sedan-Est | Sedan                | Ardenne Métropole            |
| 08343      | 08140       | Pouru-Saint-Remy                | 1129                             | 10,19         | 111              | Sedan-3 Sedan-Est | Sedan                | Ardenne Métropole            |
| 08344      | 08290       | Prez                            | 132                              | 12,40         | 11               | Signy-l’Abbaye Rumigny | Charleville-Mézières | Ardennes Thiérache           |
| 08346      | 08000       | Prix-lès-Mézières               | 1387                             | 5,08          | 273              | Charleville-Mézières-1 Mézières-Centre-Ouest | Charleville-Mézières | Ardenne Métropole            |
| 08347      | 08370       | Puilly-et-Charbeaux             | 218                              | 18,29         | 12               | Carignan | Sedan                | Portes du Luxembourg         |
| 08348      | 08270       | Puiseux                         | 110                              | 3,41          | 32               | Signy-l’Abbaye Novion-Porcien | Rethel               | Crêtes Préardennaises        |
| 08349      | 08110       | Pure                            | 563                              | 6,50          | 87               | Carignan | Sedan                | Portes du Luxembourg         |
| 08350      | 08400       | Quatre-Champs                   | 244                              | 11,51         | 21               | Vouziers | Vouziers             | Argonne Ardennaise           |
| 08351      | 08400       | Quilly                          | 66                               | 5,49          | 12               | Attigny Machault | Vouziers             | Argonne Ardennaise           |
| 08352      | 08430       | Raillicourt                     | 226                              | 6,87          | 33               | Signy-l’Abbaye | Charleville-Mézières | Crêtes Préardennaises        |
| 08353      | 08600       | Rancennes                       | 707                              | 6,50          | 109              | Givet | Charleville-Mézières | Ardenne, Rives de Meuse      |
| 08354      | 08450       | Raucourt-et-Flaba               | 815                              | 21,83         | 37               | Vouziers Raucourt-et-Flaba | Sedan                | Portes du Luxembourg         |
| 08355      | 08230       | Regniowez                       | 377                              | 18,27         | 21               | Rocroi | Charleville-Mézières | Ardennes Thiérache           |
| 08356      | 08220       | Remaucourt                      | 173                              | 10,80         | 16               | Signy-l’Abbaye Chaumont-Porcien | Rethel               | Crêtes Préardennaises        |
| 08357      | 08450       | Remilly-Aillicourt              | 762                              | 13,26         | 57               | Vouziers Raucourt-et-Flaba | Sedan                | Portes du Luxembourg         |
| 08358      | 08150       | Remilly-les-Pothées             | 263                              | 9,92          | 27               | Rocroi Renwez | Charleville-Mézières | Ardennes Thiérache           |
| 08360      | 08220       | Renneville                      | 192                              | 9,85          | 19               | Signy-l’Abbaye Chaumont-Porcien | Rethel               | Crêtes Préardennaises        |
| 08361      | 08150       | Renwez                          | 1637                             | 16,18         | 101              | Bogny-sur-Meuse Renwez | Charleville-Mézières | Vallées et Plateau d’Ardenne |
| 08362      | 08300       | Rethel                          | 7435                             | 18,58         | 400              | Rethel | Rethel               | Pays Rethélois               |
| 08363      | 08500       | Revin                           | 5795                             | 38,42         | 151              | Revin | Charleville-Mézières | Ardenne, Rives de Meuse      |
| 08364      | 08130       | Rilly-sur-Aisne                 | 124                              | 3,44          | 36               | Attigny | Vouziers             | Crêtes Préardennaises        |
| 08365      | 08150       | Rimogne                         | 1328                             | 3,77          | 352              | Rocroi | Charleville-Mézières | Vallées et Plateau d’Ardenne |
| 08366      | 08220       | Rocquigny                       | 652                              | 36,85         | 18               | Signy-l’Abbaye Chaumont-Porcien | Rethel               | Crêtes Préardennaises        |
| 08367      | 08230       | Rocroi                          | 2256                             | 50,41         | 45               | Rocroi | Charleville-Mézières | Vallées et Plateau d’Ardenne |
| 08368      | 08190       | Roizy                           | 220                              | 11,15         | 20               | Château-Porcien Asfeld | Rethel               | Pays Rethélois               |
| 08369      | 08220       | La Romagne                      | 130                              | 9,91          | 13               | Signy-l’Abbaye Chaumont-Porcien | Rethel               | Crêtes Préardennaises        |
| 08370      | 08150       | Rouvroy-sur-Audry               | 528                              | 9,15          | 58               | Signy-l’Abbaye Rumigny | Charleville-Mézières | Ardennes Thiérache           |
| 08372      | 08220       | Rubigny                         | 61                               | 5,12          | 12               | Signy-l’Abbaye Chaumont-Porcien | Rethel               | Crêtes Préardennaises        |
| 08373      | 08290       | Rumigny                         | 269                              | 17,38         | 15               | Signy-l’Abbaye Rumigny | Charleville-Mézières | Ardennes Thiérache           |
| 08374      | 08130       | La Sabotterie                   | 128                              | 3,64          | 35               | Attigny Tourteron | Vouziers             | Crêtes Préardennaises        |
| 08375      | 08110       | Sachy                           | 178                              | 5,90          | 30               | Carignan | Sedan                | Portes du Luxembourg         |
| 08376      | 08110       | Sailly                          | 249                              | 12,80         | 19               | Carignan | Sedan                | Portes du Luxembourg         |
| 08377      | 08350       | Saint-Aignan                    | 151                              | 7,74          | 20               | Sedan-1 Sedan-Ouest | Sedan                | Ardenne Métropole            |
| 08378      | 08310       | Saint-Clément-à-Arnes           | 109                              | 10,13         | 11               | Attigny Machault | Vouziers             | Argonne Ardennaise           |
| 08390      | 08400       | Sainte-Marie                    | 78                               | 5,57          | 14               | Attigny Vouziers | Vouziers             | Argonne Ardennaise           |
| 08379      | 08310       | Saint-Étienne-à-Arnes           | 245                              | 29,56         | 8                | Attigny Machault | Vouziers             | Argonne Ardennaise           |
| 08398      | 08130       | Sainte-Vaubourg                 | 83                               | 6,91          | 12               | Attigny | Vouziers             | Crêtes Préardennaises        |
| 08380      | 08360       | Saint-Fergeux                   | 217                              | 25,50         | 9                | Château-Porcien | Rethel               | Pays Rethélois               |
| 08381      | 08190       | Saint-Germainmont               | 813                              | 15,69         | 52               | Château-Porcien Asfeld | Rethel               | Pays Rethélois               |
| 08382      | 08220       | Saint-Jean-aux-Bois             | 93                               | 8,90          | 10               | Signy-l’Abbaye Chaumont-Porcien | Rethel               | Crêtes Préardennaises        |
| 08383      | 08250       | Saint-Juvin                     | 100                              | 9,40          | 11               | Attigny Grandpré | Vouziers             | Argonne Ardennaise           |
| 08384      | 08130       | Saint-Lambert-et-Mont-de-Jeux   | 130                              | 10,74         | 12               | Attigny | Vouziers             | Crêtes Préardennaises        |
| 08385      | 08090       | Saint-Laurent                   | 1073                             | 4,26          | 252              | Villers-Semeuse | Charleville-Mézières | Ardenne Métropole            |
| 08386      | 08300       | Saint-Loup-en-Champagne         | 340                              | 15,77         | 22               | Château-Porcien | Rethel               | Pays Rethélois               |
| 08387      | 08130       | Saint-Loup-Terrier              | 179                              | 15,30         | 12               | Attigny Tourteron | Vouziers             | Crêtes Préardennaises        |
| 08388      | 08160       | Saint-Marceau                   | 351                              | 4,80          | 73               | Nouvion-sur-Meuse Flize | Charleville-Mézières | Crêtes Préardennaises        |
| 08389      | 08460       | Saint-Marcel                    | 320                              | 10,84         | 30               | Rocroi Renwez | Charleville-Mézières | Vallées et Plateau d’Ardenne |
| 08391      | 08200       | Saint-Menges                    | 934                              | 12,21         | 76               | Sedan-2 Sedan-Ouest | Sedan                | Ardenne Métropole            |
| 08392      | 08400       | Saint-Morel                     | 181                              | 12,04         | 15               | Attigny Monthois | Vouziers             | Argonne Ardennaise           |
| 08393      | 08310       | Saint-Pierre-à-Arnes            | 66                               | 8,41          | 8                | Attigny Machault | Vouziers             | Argonne Ardennaise           |
| 08394      | 08240       | Saint-Pierremont                | 71                               | 19,77         | 4                | Vouziers Buzancy | Vouziers             | Argonne Ardennaise           |
| 08395      | 08430       | Saint-Pierre-sur-Vence          | 148                              | 4,63          | 32               | Nouvion-sur-Meuse Flize | Charleville-Mézières | Crêtes Préardennaises        |
| 08396      | 08220       | Saint-Quentin-le-Petit          | 124                              | 8,95          | 14               | Château-Porcien | Rethel               | Pays Rethélois               |
| 08397      | 08300       | Saint-Remy-le-Petit             | 55                               | 7,50          | 7                | Château-Porcien Asfeld | Rethel               | Pays Rethélois               |
| 08400      | 08160       | Sapogne-et-Feuchères            | 516                              | 10,71         | 48               | Nouvion-sur-Meuse Flize | Charleville-Mézières | Ardenne Métropole            |
| 08399      | 08370       | Sapogne-sur-Marche              | 149                              | 5,41          | 28               | Carignan | Sedan                | Portes du Luxembourg         |
| 08401      | 08130       | Saulces-Champenoises            | 221                              | 22,64         | 10               | Attigny | Vouziers             | Crêtes Préardennaises        |
| 08402      | 08270       | Saulces-Monclin                 | 841                              | 20,23         | 42               | Signy-l’Abbaye Novion-Porcien | Rethel               | Crêtes Préardennaises        |
| 08403      | 08300       | Sault-lès-Rethel                | 1932                             | 6,45          | 300              | Rethel | Rethel               | Pays Rethélois               |
| 08404      | 08190       | Sault-Saint-Remy                | 208                              | 9,63          | 22               | Château-Porcien Asfeld | Rethel               | Pays Rethélois               |
| 08405      | 08390       | Sauville                        | 240                              | 14,76         | 16               | Vouziers Le Chesne | Vouziers             | Argonne Ardennaise           |
| 08406      | 08400       | Savigny-sur-Aisne               | 350                              | 10,41         | 34               | Attigny Monthois | Vouziers             | Argonne Ardennaise           |
| 08407      | 08250       | Séchault                        | 60                               | 10,86         | 6                | Attigny Monthois | Vouziers             | Argonne Ardennaise           |
| 08408      | 08150       | Sécheval                        | 536                              | 13,79         | 39               | Charleville-Mézières-2 Renwez | Charleville-Mézières | Ardenne Métropole            |
| 08409      | 08200       | Sedan                           | 16.727                           | 16,28         | 1027             | Sedan-1 Sedan-2 Sedan-3 Sedan-Est Sedan-Nord Sedan-Ouest | Sedan                | Ardenne Métropole            |
| 08410      | 08400       | Semide                          | 173                              | 37,04         | 5                | Attigny Machault | Vouziers             | Argonne Ardennaise           |
| 08411      | 08130       | Semuy                           | 87                               | 3,97          | 22               | Attigny | Vouziers             | Crêtes Préardennaises        |
| 08412      | 08250       | Senuc                           | 152                              | 13,58         | 11               | Attigny Grandpré | Vouziers             | Argonne Ardennaise           |
| 08413      | 08220       | Seraincourt                     | 257                              | 16,20         | 16               | Château-Porcien | Rethel               | Pays Rethélois               |
| 08415      | 08270       | Sery                            | 319                              | 18,57         | 17               | Signy-l’Abbaye Novion-Porcien | Rethel               | Crêtes Préardennaises        |
| 08416      | 08300       | Seuil                           | 182                              | 11,79         | 15               | Rethel | Rethel               | Pays Rethélois               |
| 08417      | 08230       | Sévigny-la-Forêt                | 274                              | 26,13         | 10               | Rocroi | Charleville-Mézières | Vallées et Plateau d’Ardenne |
| 08418      | 08220       | Sévigny-Waleppe                 | 222                              | 24,11         | 9                | Château-Porcien | Rethel               | Pays Rethélois               |
| 08419      | 08460       | Signy-l’Abbaye                  | 1346                             | 62,03         | 22               | Signy-l’Abbaye | Charleville-Mézières | Crêtes Préardennaises        |
| 08420      | 08380       | Signy-le-Petit                  | 1219                             | 38,72         | 31               | Rocroi Signy-le-Petit | Charleville-Mézières | Ardennes Thiérache           |
| 08421      | 08370       | Signy-Montlibert                | 93                               | 6,12          | 15               | Carignan | Sedan                | Portes du Luxembourg         |
| 08422      | 08430       | Singly                          | 137                              | 9,92          | 14               | Nouvion-sur-Meuse Omont | Charleville-Mézières | Crêtes Préardennaises        |
| 08424      | 08240       | Sommauthe                       | 131                              | 9,78          | 13               | Vouziers Buzancy | Vouziers             | Argonne Ardennaise           |
| 08425      | 08250       | Sommerance                      | 48                               | 5,18          | 9                | Attigny Grandpré | Vouziers             | Argonne Ardennaise           |
| 08426      | 08300       | Son                             | 89                               | 9,03          | 10               | Château-Porcien | Rethel               | Pays Rethélois               |
| 08427      | 08300       | Sorbon                          | 222                              | 14,43         | 15               | Rethel | Rethel               | Pays Rethélois               |
| 08428      | 08270       | Sorcy-Bauthémont                | 147                              | 11,14         | 13               | Signy-l’Abbaye Novion-Porcien | Rethel               | Crêtes Préardennaises        |
| 08429      | 08150       | Sormonne                        | 527                              | 4,75          | 111              | Rocroi Renwez | Charleville-Mézières | Vallées et Plateau d’Ardenne |
| 08430      | 08390       | Stonne                          | 39                               | 7,18          | 5                | Vouziers Raucourt-et-Flaba | Sedan                | Portes du Luxembourg         |
| 08431      | 08400       | Sugny                           | 94                               | 6,11          | 15               | Attigny Monthois | Vouziers             | Argonne Ardennaise           |
| 08432      | 08090       | Sury                            | 95                               | 3,31          | 29               | Rocroi Mézières-Centre-Ouest | Charleville-Mézières | Vallées et Plateau d’Ardenne |
| 08433      | 08130       | Suzanne                         | 56                               | 6,45          | 9                | Attigny Tourteron | Vouziers             | Crêtes Préardennaises        |
| 08434      | 08390       | Sy                              | 56                               | 7,97          | 7                | Vouziers Le Chesne | Vouziers             | Argonne Ardennaise           |
| 08435      | 08300       | Tagnon                          | 892                              | 23,97         | 37               | Château-Porcien Juniville | Rethel               | Pays Rethélois               |
| 08436      | 08230       | Taillette                       | 405                              | 15,25         | 27               | Rocroi | Charleville-Mézières | Vallées et Plateau d’Ardenne |
| 08437      | 08240       | Tailly                          | 179                              | 39,31         | 5                | Vouziers Buzancy | Vouziers             | Argonne Ardennaise           |
| 08438      | 08360       | Taizy                           | 101                              | 9,11          | 11               | Château-Porcien | Rethel               | Pays Rethélois               |
| 08439      | 08390       | Tannay-le-Mont-Dieu             | 162                              | 32,76         | 5                | Vouziers | Vouziers             | Argonne Ardennaise           |
| 08440      | 08380       | Tarzy                           | 123                              | 10,12         | 12               | Rocroi Signy-le-Petit | Charleville-Mézières | Ardennes Thiérache           |
| 08444      | 08110       | Tétaigne                        | 131                              | 5,79          | 23               | Carignan Mouzon | Sedan                | Portes du Luxembourg         |
| 08445      | 08350       | Thelonne                        | 404                              | 3,84          | 105              | Sedan-1 Sedan-Ouest | Sedan                | Ardenne Métropole            |
| 08446      | 08240       | Thénorgues                      | 85                               | 9,25          | 9                | Vouziers Buzancy | Vouziers             | Argonne Ardennaise           |
| 08448      | 08800       | Thilay                          | 983                              | 36,04         | 27               | Bogny-sur-Meuse Monthermé | Charleville-Mézières | Vallées et Plateau d’Ardenne |
| 08449      | 08460       | Thin-le-Moutier                 | 682                              | 39,72         | 17               | Signy-l’Abbaye | Charleville-Mézières | Crêtes Préardennaises        |
| 08450      | 08090       | This                            | 225                              | 4,46          | 50               | Rocroi Mézières-Centre-Ouest | Charleville-Mézières | Vallées et Plateau d’Ardenne |
| 08451      | 08190       | Le Thour                        | 363                              | 16,62         | 22               | Château-Porcien Asfeld | Rethel               | Pays Rethélois               |
| 08452      | 08300       | Thugny-Trugny                   | 248                              | 13,41         | 18               | Rethel | Rethel               | Pays Rethélois               |
| 08453      | 08400       | Toges                           | 95                               | 3,44          | 28               | Vouziers | Vouziers             | Argonne Ardennaise           |
| 08454      | 08430       | Touligny                        | 82                               | 7,28          | 11               | Nouvion-sur-Meuse Omont | Charleville-Mézières | Crêtes Préardennaises        |
| 08455      | 08400       | Tourcelles-Chaumont             | 87                               | 4,81          | 18               | Attigny Machault | Vouziers             | Argonne Ardennaise           |
| 08456      | 08800       | Tournavaux                      | 233                              | 1,55          | 150              | Bogny-sur-Meuse Monthermé | Charleville-Mézières | Vallées et Plateau d’Ardenne |
| 08457      | 08090       | Tournes                         | 1058                             | 8,26          | 128              | Charleville-Mézières-1 Renwez | Charleville-Mézières | Ardenne Métropole            |
| 08458      | 08130       | Tourteron                       | 178                              | 8,83          | 20               | Attigny Tourteron | Vouziers             | Crêtes Préardennaises        |
| 08459      | 08110       | Tremblois-lès-Carignan          | 135                              | 4,28          | 32               | Carignan | Sedan                | Portes du Luxembourg         |
| 08460      | 08150       | Tremblois-lès-Rocroi            | 156                              | 1,64          | 95               | Rocroi | Charleville-Mézières | Vallées et Plateau d’Ardenne |
| 08461      | 08400       | Vandy                           | 200                              | 11,11         | 18               | Vouziers | Vouziers             | Argonne Ardennaise           |
| 08462      | 08130       | Vaux-Champagne                  | 141                              | 10,78         | 13               | Attigny | Vouziers             | Crêtes Préardennaises        |
| 08463      | 08240       | Vaux-en-Dieulet                 | 54                               | 11,03         | 5                | Vouziers Buzancy | Vouziers             | Argonne Ardennaise           |
| 08464      | 08250       | Vaux-lès-Mouron                 | 78                               | 2,10          | 37               | Attigny Monthois | Vouziers             | Argonne Ardennaise           |
| 08466      | 08210       | Vaux-lès-Mouzon                 | 72                               | 7,64          | 9                | Carignan Mouzon | Sedan                | Portes du Luxembourg         |
| 08465      | 08220       | Vaux-lès-Rubigny                | 44                               | 3,92          | 11               | Signy-l’Abbaye Chaumont-Porcien | Rethel               | Crêtes Préardennaises        |
| 08467      | 08270       | Vaux-Montreuil                  | 108                              | 8,35          | 13               | Signy-l’Abbaye Novion-Porcien | Rethel               | Crêtes Préardennaises        |
| 08468      | 08150       | Vaux-Villaine                   | 189                              | 9,96          | 19               | Signy-l’Abbaye Rumigny | Charleville-Mézières | Ardennes Thiérache           |
| 08469      | 08160       | Vendresse                       | 479                              | 43,22         | 11               | Nouvion-sur-Meuse Omont | Charleville-Mézières | Crêtes Préardennaises        |
| 08470      | 08240       | Verpel                          | 64                               | 15,25         | 4                | Vouziers Buzancy | Vouziers             | Argonne Ardennaise           |
| 08471      | 08390       | Verrières                       | 33                               | 6,36          | 5                | Vouziers Le Chesne | Vouziers             | Argonne Ardennaise           |
| 08472      | 08270       | Viel-Saint-Remy                 | 300                              | 22,63         | 13               | Signy-l’Abbaye Novion-Porcien | Rethel               | Crêtes Préardennaises        |
| 08473      | 08190       | Vieux-lès-Asfeld                | 298                              | 6,66          | 45               | Château-Porcien Asfeld | Rethel               | Pays Rethélois               |
| 08476      | 08190       | Villers-devant-le-Thour         | 417                              | 16,41         | 25               | Château-Porcien Asfeld | Rethel               | Pays Rethélois               |
| 08477      | 08210       | Villers-devant-Mouzon           | 104                              | 4,53          | 23               | Carignan Mouzon | Sedan                | Portes du Luxembourg         |
| 08478      | 08430       | Villers-le-Tilleul              | 238                              | 8,61          | 28               | Nouvion-sur-Meuse Flize | Charleville-Mézières | Crêtes Préardennaises        |
| 08479      | 08430       | Villers-le-Tourneur             | 216                              | 7,85          | 28               | Signy-l’Abbaye Novion-Porcien | Rethel               | Crêtes Préardennaises        |
| 08480      | 08000       | Villers-Semeuse                 | 3628                             | 7,03          | 516              | Villers-Semeuse | Charleville-Mézières | Ardenne Métropole            |
| 08481      | 08350       | Villers-sur-Bar                 | 240                              | 5,45          | 44               | Sedan-1 Sedan-Ouest | Sedan                | Ardenne Métropole            |
| 08482      | 08430       | Villers-sur-le-Mont             | 102                              | 5,30          | 19               | Nouvion-sur-Meuse Flize | Charleville-Mézières | Crêtes Préardennaises        |
| 08483      | 08440       | Ville-sur-Lumes                 | 529                              | 3,10          | 171              | Villers-Semeuse | Charleville-Mézières | Ardenne Métropole            |
| 08484      | 08310       | Ville-sur-Retourne              | 73                               | 9,56          | 8                | Château-Porcien Juniville | Rethel               | Pays Rethélois               |
| 08485      | 08370       | Villy                           | 195                              | 7,78          | 25               | Carignan | Sedan                | Portes du Luxembourg         |
| 08486      | 08320       | Vireux-Molhain                  | 1482                             | 8,29          | 179              | Givet | Charleville-Mézières | Ardenne, Rives de Meuse      |
| 08487      | 08320       | Vireux-Wallerand                | 1849                             | 21,07         | 88               | Givet | Charleville-Mézières | Ardenne, Rives de Meuse      |
| 08488      | 08440       | Vivier-au-Court                 | 2811                             | 9,34          | 301              | Villers-Semeuse | Charleville-Mézières | Ardenne Métropole            |
| 08489      | 08400       | Voncq                           | 211                              | 19,87         | 11               | Attigny | Vouziers             | Crêtes Préardennaises        |
| 08490      | 08400       | Vouziers                        | 3862                             | 42,48         | 91               | Vouziers | Vouziers             | Argonne Ardennaise           |
| 08491      | 08330       | Vrigne aux Bois                 | 3524                             | 22,57         | 156              | Sedan-1 Sedan-Ouest | Sedan                | Ardenne Métropole            |
| 08492      | 08350       | Vrigne-Meuse                    | 332                              | 4,44          | 75               | Nouvion-sur-Meuse Flize | Charleville-Mézières | Ardenne Métropole            |
| 08494      | 08200       | Wadelincourt                    | 447                              | 4,22          | 106              | Sedan-1 Sedan-Ouest | Sedan                | Ardenne Métropole            |
| 08496      | 08270       | Wagnon                          | 108                              | 15,28         | 7                | Signy-l’Abbaye Novion-Porcien | Rethel               | Crêtes Préardennaises        |
| 08497      | 08000       | Warcq                           | 1280                             | 9,19          | 139              | Charleville-Mézières-1 Mézières-Centre-Ouest | Charleville-Mézières | Ardenne Métropole            |
| 08498      | 08090       | Warnécourt                      | 384                              | 5,36          | 72               | Nouvion-sur-Meuse Mézières-Centre-Ouest | Charleville-Mézières | Crêtes Préardennaises        |
| 08499      | 08270       | Wasigny                         | 280                              | 9,98          | 28               | Signy-l’Abbaye Novion-Porcien | Rethel               | Crêtes Préardennaises        |
| 08500      | 08270       | Wignicourt                      | 57                               | 4,49          | 13               | Signy-l’Abbaye Novion-Porcien | Rethel               | Crêtes Préardennaises        |
| 08501      | 08110       | Williers                        | 40                               | 2,26          | 18               | Carignan | Sedan                | Portes du Luxembourg         |
| 08502      | 08210       | Yoncq                           | 85                               | 15,50         | 5                | Carignan Mouzon | Sedan                | Portes du Luxembourg         |
| 08503      | 08430       | Yvernaumont                     | 121                              | 2,82          | 43               | Nouvion-sur-Meuse Flize | Charleville-Mézières | Crêtes Préardennaises        |

## Veränderungen im Gemeindebestand seit der landesweiten Neuordnung der Kantone

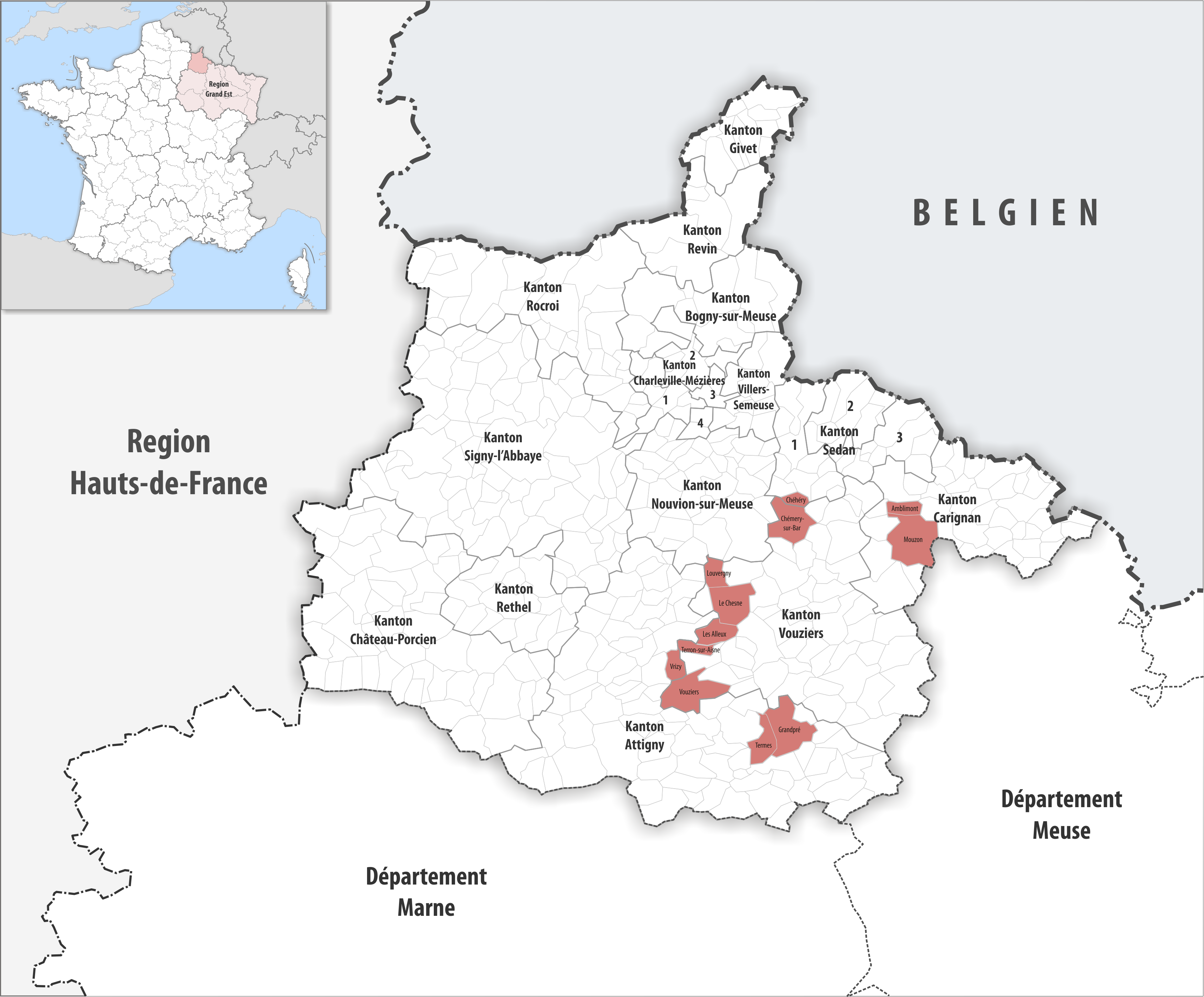
Gemeinden bis 2015
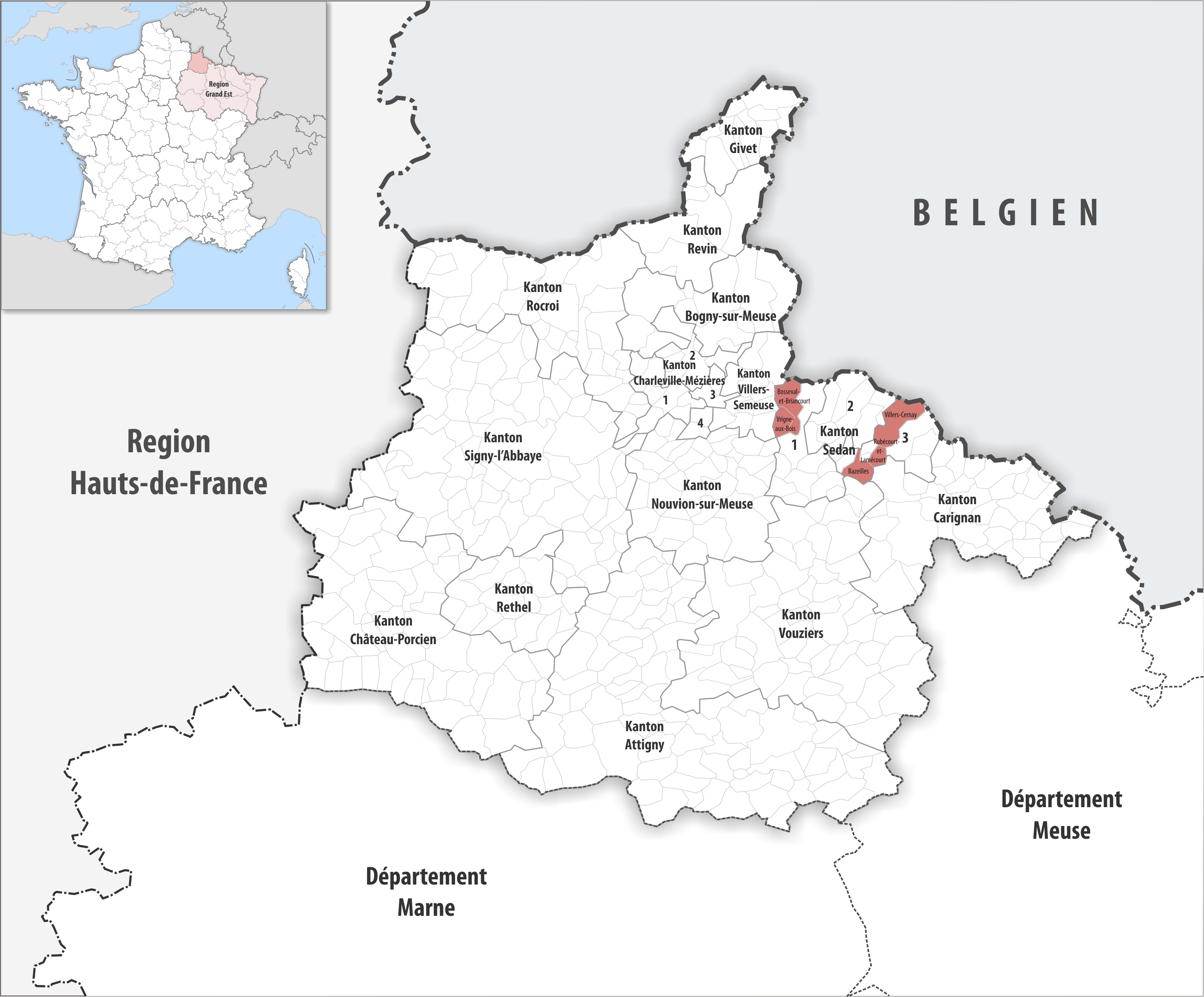
Gemeinden bis 2016
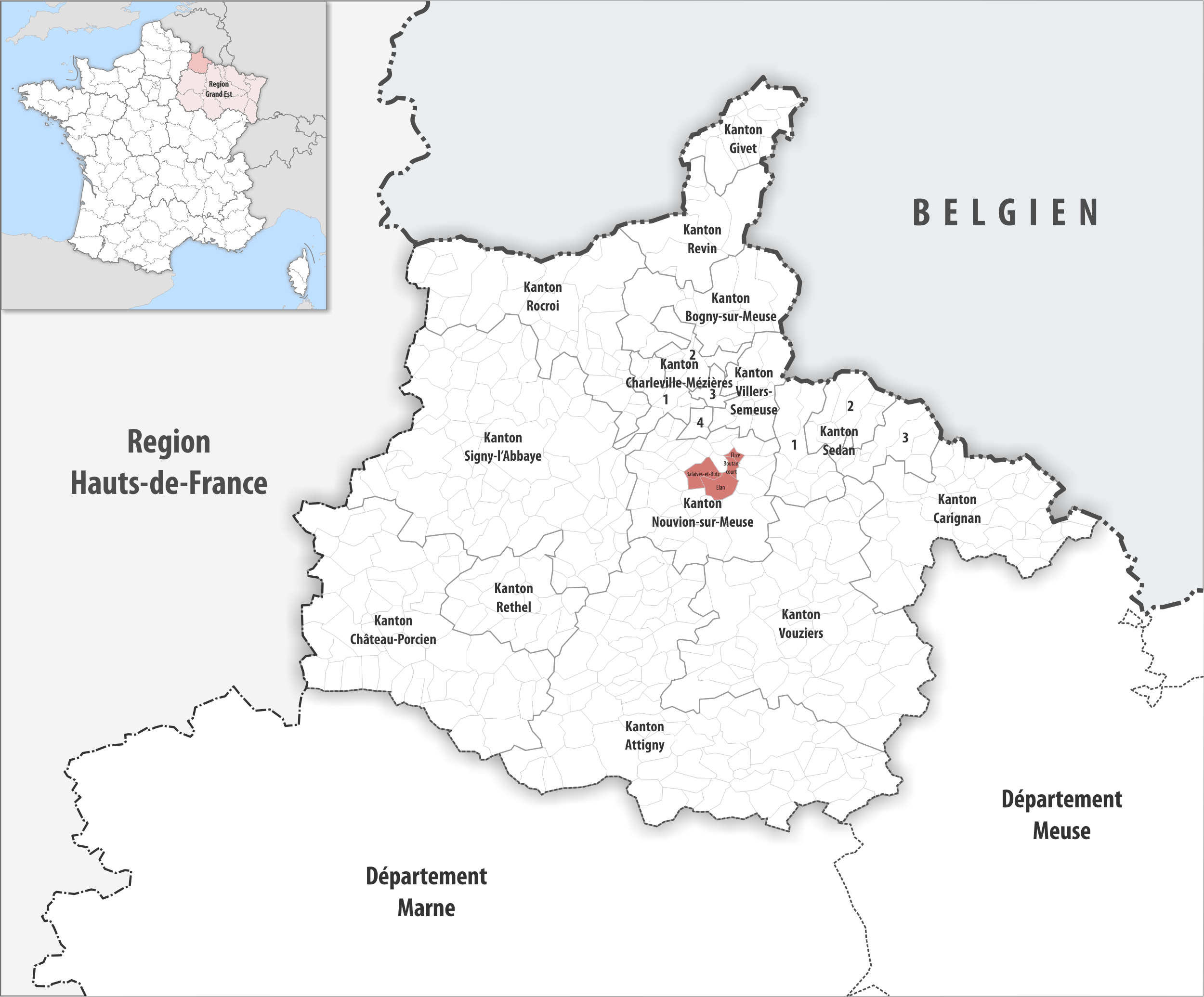
Gemeinden bis 2018
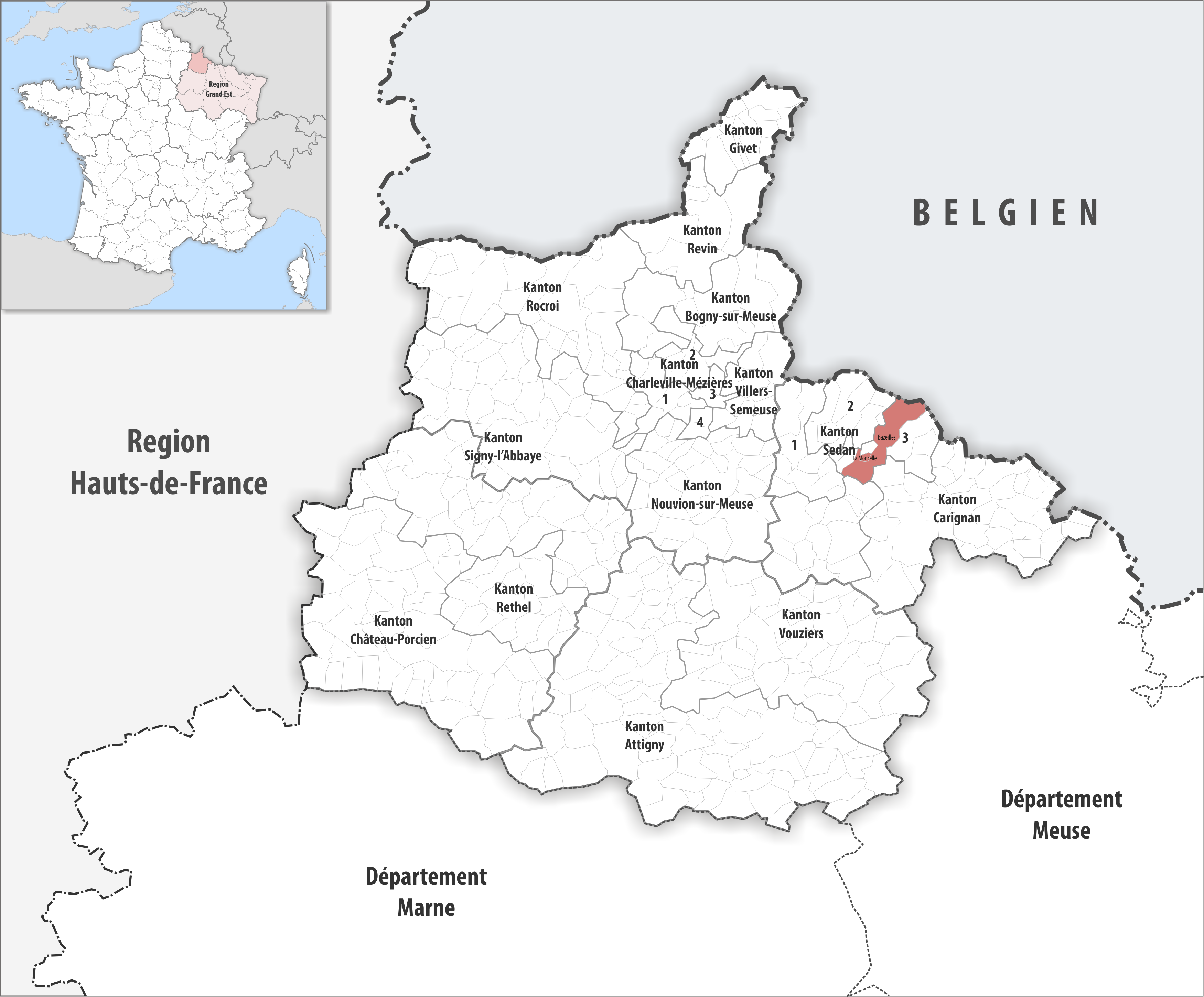
Gemeinden bis 2023
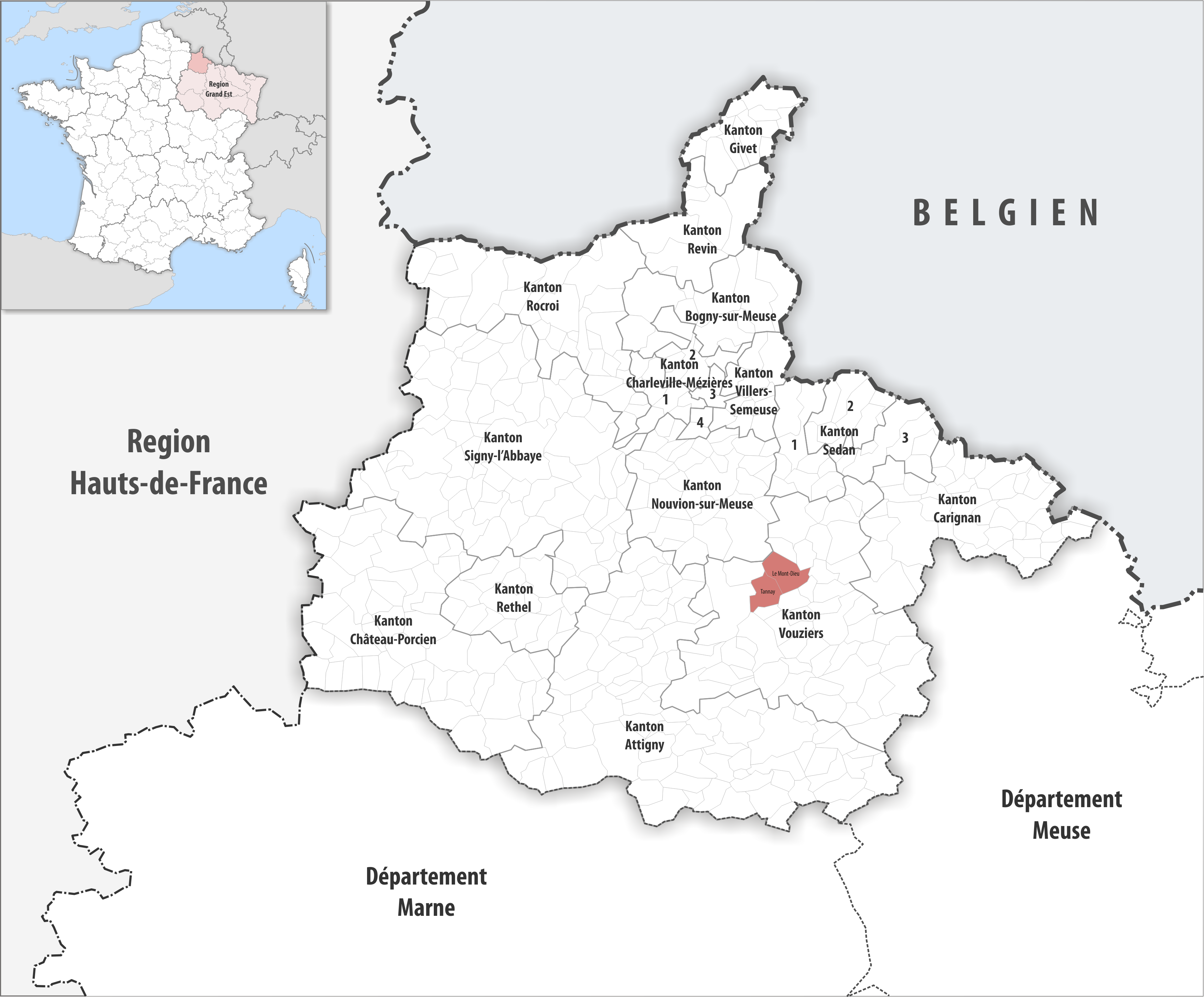
Gemeinden bis 2024

2025:
- Fusion Tannay und Le Mont-Dieu → Tannay-le-Mont-Dieu

2024: 
- Fusion Bazeilles, La Moncelle → Bazeilles

2019: 
- Fusion Flize, Balaives-et-Butz, Boutancourt und Élan → Flize

2017: 
- Fusion Bazeilles, Rubécourt-et-Lamécourt und Villers-Cernay → Bazeilles
- Fusion Bosseval-et-Briancourt und Vrigne-aux-Bois → Vrigne aux Bois

2016: 
- Fusion Les Alleux, Le Chesne und Louvergny → Bairon et ses environs
- Fusion Chéhéry und Chémery-sur-Bar → Chémery-Chéhéry
- Fusion Grandpré und Termes → Grandpré
- Fusion Amblimont und Mouzon → Mouzon
- Fusion Terron-sur-Aisne, Vouziers und Vrizy → Vouziers